# Öræfajökull
Öræfajökull je horský masiv na jihovýchodě Islandu. Je největší aktivní sopkou Islandu. Na jeho severozápadním okraji se nad okolní ledovec vypíná vrchol Hvannadalshnjúkur, který je s výškou 2110 m nejvyšším vrcholem celého Islandu.
Masiv Öræfajökull tvoří součást národního parku Skaftafell.

## Erupce
V historii jsou zaznamenány dvě erupce. V roce 1362 došlo k masivní erupci, s velkým množstvím sopečného prachu, který spolu s nastalými povodněmi zcela zničil oblast Litla-Hérað, která byla znovu obydlena až po více než 40 letech. Druhá erupce z let 1727–1728 byla menší, i tak ale následné povodně a bahnotoky zavinily smrt tři osob.